# Zdzisław Kałuża
Zdzisław Kałuża (ur. 10 marca 1932 w Malkowicach, zm. 28 stycznia 2015 w Kielce) – polski kierowca rajdowy, jedenastokrotny mistrz i sześciokrotny wicemistrz Polski w motocrossie oraz wyścigach motocyklowych i samochodowych.
Początkowo występował jako motocyklista w barwach LPŻ Kielce, Świętokrzyskiego Klubu Motorowego oraz Fabrycznego Zespołu SHL. W rajdach samochodowych reprezentował Automobilklub Kielecki.
Jako zawodnik odnosił sukcesy zarówno w motocrossie, jak i wyścigach drogowych, posiadał między innymi złoty (1964), dwa srebrne i brązowy medal drużynowych mistrzostw świata w rajdach enduro. Był mistrzem Polski w motocrossie w 1958 (kat. 125 cm³), 1959 (kat. 125 cm³), 1960 (kat. 125 cm³ i 175 cm³), 1961 (125 cm³ i 175 cm³), w wyścigach motocyklowych (1965 w kat. 125 cm³ i 175 cm³) oraz wyścigach samochodowych (1977 – klasa I Fiat 126p, 1978 – klasa I i II Fiat 126p). W 1956 i 1957 wygrał Motocyklowy Rajd Świętokrzyski, w 1958 zwyciężył w motocyklowym Rajdzie Tatrzańskim, w klasie 125 cm³. W 1986 zwyciężył w I Ogólnopolskiej Doświadczalnej Jeździe Oszczędnościowej – na trasie 1000 km uzyskał średnie zużycie paliwa 4,84 l na 100 km, jadąc seryjnym pojazdem marki Polonez.
W 1965 roku otrzymał tytuł Zasłużonego Mistrza Sportu. Został również wyróżniony tytułem „Zasłużony dla Polskiego Związku Motorowego”. W 1978 zwyciężył w Plebiscycie „Słowa Ludu” na najlepszego sportowca Kielecczyzny.
Był założycielem przedsiębiorstwa Kałuża Motorsport. Zmarł w 2015 roku. Został pochowany na cmentarzu w Cedzynie.